# جو توليدو
جو توليدو (بالإنجليزية: Joe Toledo)‏ هو لاعب كرة قدم أمريكية أمريكي، ولد في 20 أكتوبر 1982 في أوماها في الولايات المتحدة.

## وصلات خارجية
- جو توليدو على موقع مرجع كرة القدم المحترفة.كوم (الإنجليزية)